# Sagellula xizangensis
Sagellula xizangensis là một loài nhện trong họ Sparassidae.
Loài này thuộc chi Sagellula. Sagellula xizangensis được Hsen Hsu Hu miêu tả năm 2001.